# Ambrose Bebb

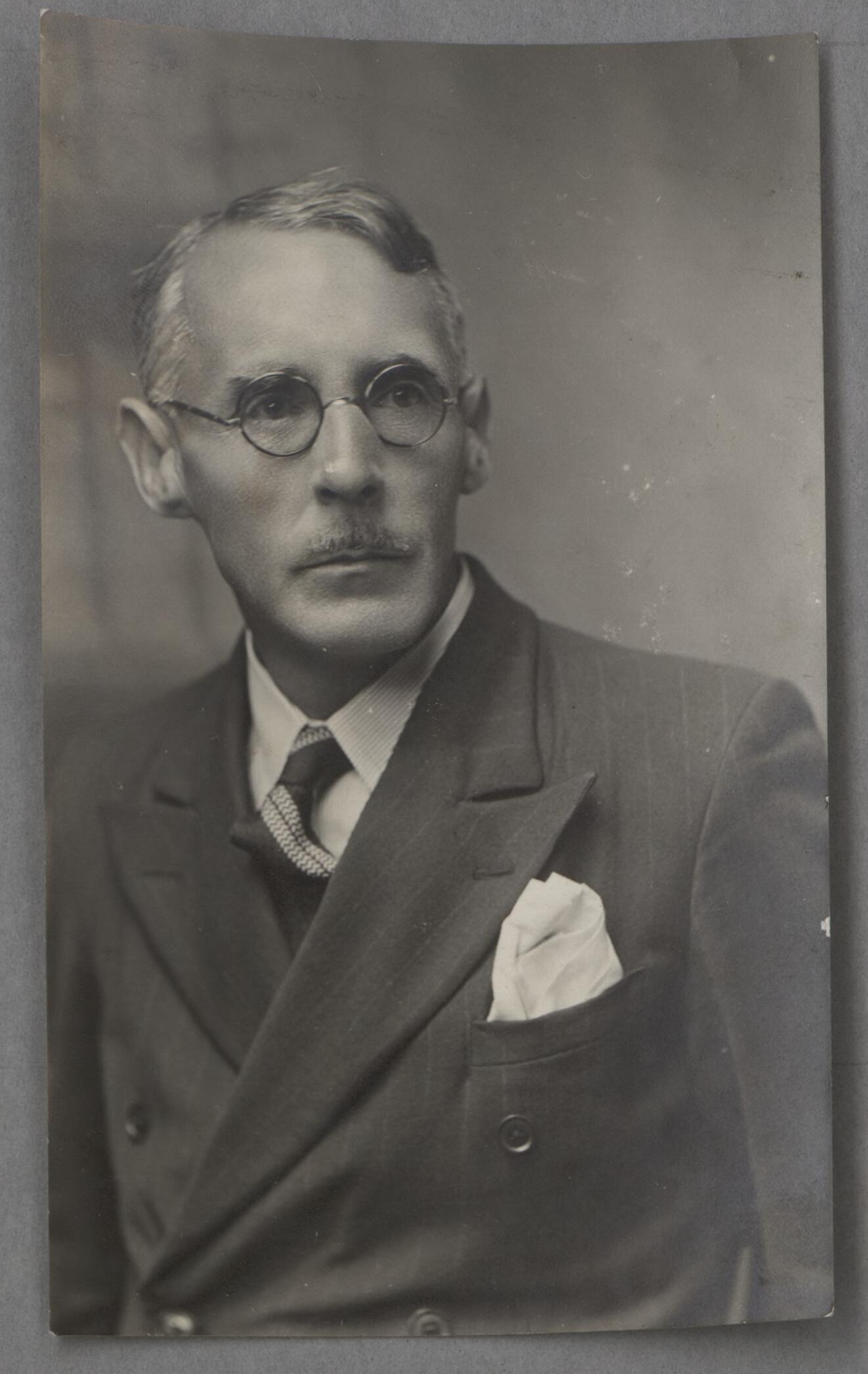
Ambrose Bebb

William Ambrose Bebb (* 4. Juli 1894; † 27. April 1955) war ein walisischer Philologe, Autor und Politiker.
Ambrose Bebb war der Sohn des Tagebuchautors Edward Hughes Bebb. Er war der Vater des walisischen Rugby-Spielers Dewi Bebb. Die Familie Bebb stammte ursprünglich aus Cardiganshire.
Als Mitbegründer der Partei Plaid Cymru hatte Bebb großes Interesse an Politik und engagierte sich entsprechend. In seinem politischen Denken war er beeinflusst von Charles Maurras und der politischen Bewegung der Action Française. Nach dem Ausbruch des Zweiten Weltkrieges wurde Bebb starker Befürwörter der Kriegsanstrengung gegen Nazi-Deutschland und hielt eine vollständige Niederlage Deutschlands im Krieg für "essenziell". In der General Election des Jahres 1945 ließ sich Bebb für die Partei Plaid Cymru am Standort Caernarvonshire zur Wahl aufstellen und erreichte den dritten Platz.
Ambrose Bebb war der Großvater des Abgeordneten für Aberconwy, Guto Bebb, Conservative Party.

## Veröffentlichungen
- Llydaw (1929)
- Ein Hen Hen Hanes
- Llywodraeth y Cestyll (1934)
- Crwydro'r Cyfandir (1936)
- Y Ddeddf Uno 1536 (1937)
- Cyfnod y Tuduriaid (1939)
- Dydd-lyfr Pythefnos neu Y Ddawns Angau
- 1940 Lloffion o  Ddyddiadur
- Y Baradwys Bell (1941)
- Pererindoddau (1941)
- Dyddlyfr 1941
- Gadael Tir
- Dial y Tir (1945)
- Calendr Coch (1946)
- Machlud yr Oesoedd Canol (1951)
- Machlud y Mynachlogydd
- Yr Argyfwng